# يوفون أزرق التاج
يوفون أزرق التاج (الاسم العلمي: Chlorophonia occipitalis) (بالإنجليزية: Blue-crowned Chlorophonia)‏ هو نوع من الطيور يتبع جنس اليوفون الأخضر من فصيلة الشراشير الحقيقية.